# 透視度
透視度（とうしど）は、ある試料（水）の清濁を表現するための指標。河川や湖沼の水や排水の調査などにおいて利用される。高ければ高いほど試料が澄んでいる事を表す。

## 定義
透明な管に試料を入れて上部から透視し、白色の標識板に太さ0.5mm、間隔1mmの二重線で書かれた十字（二重十字）が初めて明らかに識別できるときの水層の高さ。単位は10mmを1度として表すが、そのままcmで表すことも多い。

## 特徴
測定者によって個人誤差があるほか、測定場所の明るさ、試料の色によって測定値が影響される。また、透視度は水の「見た目・外観」を表現しているに過ぎないため、透視度が高いだけでは水質汚染を免れているとは言えない。よって、数値の解釈には注意を要する。しかし、測定器が単純で市販されており（自作もできる）、測定そのものも容易であるため、水質を調べる際にはよく利用される指標である。また、比較的濁っている試料を計測するのに向いている。
なお、測定器は、管に試料水を満たし、二重線が識別できるまで（二重線の間の白線が認められるまで）管から試料水を抜いて計測するタイプのものが多いが、標識板を上下に動かすタイプのもの（何度も上下ができるので、細かく測定しやすい）や、自動計測もできる機械（透視度センサなどと呼ばれる）もある。

## 関係する他の指標
このほかに水の清濁に関連する水質指標としては、透明度（主に海や湖沼などの水深がある場所の計測に利用される。透視度と混同されやすい）や、濁度（逆に濁りの度合いを示す）などがある。
また、浮遊物質 (SS) も透視度に関連性があり、換算表も作られている。

## スキューバダイビングにおける「透視度」
スキューバダイビングにおいても「透視度」という水の清濁を表す指標が使われるが、これは水中で底面に対して水平方向に見ることの出来る距離を意味しているため、本稿で解説している「透視度」とは異なる（むしろ、概念的には水平方向に測定する透明度と考えたほうが良い）。
なお、スキューバダイビングにおいても透視度と透明度という言葉は混同されやすいが、この場合は「透明度」と標記されていても、この「透視度」のことを指していることが多い。